# Солёная (верхний приток Верхней Терсы)
Солёная (укр. Солона) — река на Украине, протекает по территории Гуляйпольского и Новониколаевского районов Запорожской области.

## География и гидрологи
Длина реки — 14,6 км, площадь водосборного бассейна — 67,8 км². Речная долина сравнительно неглубокая, с пологими склонами. Русло слабоизвилистое, часто пересыхает, на реке построены несколько прудов. Река берёт своё начало у села Воздвижевки и течет в северо-западном направлении, где впадает в реку Верхнюю Терсу возле села Даниловки.

## Название
Такое название реки часто связывают с тем, что по её течению почвы часто переходят в солончаки. К тому же вода в некоторых местных колодцах и в самой реке имеет горьковатый, солоноватый привкус, то есть она насыщена солями.
Ещё одна народная версия связывает название реки с тем, что этой местностью в древности проходил Соленый (Соляной) путь — дорога, по которой чумаки везли соль, а на берегах этих небольших рек отдыхали. Таким образом, название реки Соленая вписывается в гидронимики этой географической зоны. Реку, которая показывала дорогу к соляным мест, люди могли назвать Соленой.